# Alan Gray
Alan Gray (York, 23 de desembre de 1855 - Cambridge, 27 de setembre de 1935) fou un organista i compositor britànic.
Sent ja advocat, abandonà aquesta professió per a dedicar-se a la música, facultat en la qual aconseguí el grau de doctor a Cambridge. El 1892 succeí a Standford com a organista del Trinity College. Entre els seus alumnes es compten entre d'altres Ebenezer Prout.
Entre les seves composicions hi figuren:
- un Te Deum,
- Easter Ode,
- Song of Redemption, salm,
- Arethusa, cantata,
- The Legend of the Rock Buoy Bell, cantata per a cor i orquestra,
- Odysseus in Phaeacia, cantata per a solistes, cor i orquestra,
- Quatre Antífones, diverses obres per a orgue, melodies vocals i cors, etc.